# Brion James
Brion Howard James (ur. 20 lutego 1945 w Redlands, zm. 7 sierpnia 1999 w Malibu) − amerykański aktor filmowy i telewizyjny, komik.

## Życiorys

### Wczesne lata
Urodził się w Redlands w Kalifornii jako syn Idy Mae (z domu Buckelew) i Jimmy’ego Jamesa
. Miał dwóch braci: Craiga Jamesa i Chestera Jamesa. Jego rodzina wkrótce przeniosła się do Beaumont (pomiędzy Los Angeles i Palm Springs), gdzie zostali właścicielami kina, w którym od czasu do czasu zatrzymały się także gwiazdy takie jak Gene Autry. Po ukończeniu Beaumont High School w 1962 roku, studiował na wydziale teatralnym w San Diego State University. Potem przeniósł się do Nowego Jorku, gdzie pracował jako kucharz i kamerdyner u znanej trenerki dramatu Stelli Adler. Razem z kolegą aktorem Timem Thomersonem służył w Gwardii Narodowej Stanów Zjednoczonych.

### Kariera
Grał na scenie off-Broadwayu w sztukach: Zmierzch długiego dnia Eugene’a O’Neilla, Piknik Williama Inge, musicalu West Side Story z muzyką Leonarda Bernsteina, scenariuszem Arthura Laurentsa i komedii Wachlarz lady Windermere Oscara Wilde. Występował też jako komik stand-up.
W 1973 roku wyjechał do Los Angeles. Stał się rozpoznawalny z ról ekscentrycznych miejskich szumowin, m.in. jako Trapper w thrillerze Śmiertelne manewry (Southern Comfort, 1981) z Keithem Carradine. Jednym z jego najbardziej pamiętnych ról był zbuntowany android Leon w filmie noir science fiction  Ridleya Scotta Łowca androidów (1982) u boku Harrisona Forda, Rutgera Hauera i Daryl Hannah. Można go było dostrzec też w filmach: 48 godzin (1982), Mój własny wróg (1985), Silverado (1985), Tango i Cash (1989), Następne 48 godzin (1990) czy Gracz (1992). W komedii przygodowej Chłopak okrętowy (Cabin Boy, 1994) z Chrisem Elliottem wystąpił jako Wielki Teddy, a w filmie Piąty element (1997) jako generał Munro.
Był żonaty z Maxine.
Zmarł 7 sierpnia 1999 roku w Malibu na atak serca w wieku 54 lat.

## Filmografia

### Filmy fabularne
- 1976: Harry i Walter jadą do Nowego Jorku jako Hayseed
- 1976: By nie pełzać na kolanach jako kierowca ciężarówki na granicy
- 1976: Nickelodeon jako Bailiff
- 1978: Śmiertelna poświata jako Tony
- 1984: Samotny łowca (A Breed Apart) jako Peyton
- 1982: 48 godzin jako Ben Kehoe
- 1982: Łowca androidów jako Leon Kowalski
- 1985: Silverado jako Hobart
- 1985: Ciało i krew jako Karsthans
- 1985: Mój własny wróg jako Stubbs
- 1986: Uzbrojeni i niebezpieczni jako Anthony Lazarus
- 1988: Czerwona gorączka jako Streak
- 1988: Niewłaściwi faceci (The Wrong Guys) jako Glen Grunski
- 1989: Czerwony skorpion jako sierżant Krasnov
- 1989: Tango i Cash jako Requin
- 1990: Następne 48 godzin jako Ben Kehoe
- 1992: Gracz jako Joel Levison
- 1992: Nemesis jako Maritz
- 1993: Pole rażenia jako detektyw Eddie Eiler
- 1997: Piąty element jako generał Munro
- 1997: Serce z kamienia (Back in Business) jako Emery Ryker
- 1998: Wysoka fala (In God’s Hands) jako kapitan
- 1999: Wróg mojego wroga jako generał Stubbs

### Seriale TV
- 1974: The Waltons jako Henry Ferris Jr.
- 1975: Gunsmoke jako Joe Barnes
- 1977: Prywatny detektyw Jim Rockford (The Rockford Files) jako Clamshell
- 1977: Korzenie jako Slaver
- 1979: CHiPs jako Ackerman
- 1982: Domek na prerii jako Amos
- 1983: Drużyna A jako Ryder
- 1983: Cagney i Lacey jako Dave
- 1985: Niesamowite historie jako Willie Joe
- 1985: Drużyna A jako David Plout
- 1986: Dynastia jako Hawkins
- 1986: Sledge Hammer! jako Felix Ridel
- 1987: Matlock jako pan Grock
- 1988: Sledge Hammer! jako Don Merrill
- 1988: Policjanci z Miami jako Edward Reese
- 1990: Młodzi jeźdźcy jako Jonas Simpkins
- 1991: Opowieści z krypty jako Steve Dixon
- 1992: Batman jako Irving (głos)
- 1993: Johnny Bago jako Tommy 'The Trunk' Testarone
- 1993: Renegat jako Eli Starke
- 1994: M.A.N.T.I.S. jako Solomon Box
- 1994: Nieśmiertelny jako Armand Thorne
- 1995: Szeryf jako szef szeryf Ollie Mathers
- 1996-97: Superman jako Rudy Jones (głos)
- 1997: Strażnik Teksasu jako Rafer Cobb
- 1998: Faceci w czerni – głos
- 1998: Millennium jako szeryf Bowman